# Société régionale de transport de Bizerte
La Société régionale de transport de Bizerte (arabe : الشركة الجهوية للنقل ببنزرت) ou SRT Bizerte est une entreprise publique tunisienne dont l'activité est d'assurer le transport de voyageurs par autobus dans la région du gouvernorat de Bizerte.
Elle assure la liaison entre ces régions et d'autres gouvernorats du pays par le biais de lignes quotidiennes régulières.